# Mind
Mind és una revista  britànica que publica articles de filosofia a la  tradició analítica. La revista actualment és publicada per l'Oxford University Press en nom de la Mind Association. Va ser fundada per Alexander Bain a 1876, amb George Croom Robertson com a editor, al University College de Londres. Després de la mort de Robertson en 1891, George Stout va passar a ser l'editor i va començar una «Nova Sèrie». L'editor actual és el professor Thomas Baldwin, de la universitat de York.
Encara que la revista avui se centra en filosofia analítica, va començar com una revista dedicada a la qüestió de si la psicologia pot ser una ciència natural legítima. En el primer número, Robertson va escriure:
| « | Ara, si hi hagués una revista que tingués com a objectiu registrar tots els avenços en psicologia, i donés incentiu a investigadors especials per la seva avidesa de publicar-los, la incertesa que plana sobre la matèria difícilment fallaria a desaparèixer. O bé la psicologia passaria amb consens general a acompanyar les ciències, o el buides de les seves pretensions serien revelades amb claredat. A res menys, de fet, s'apunta amb la publicació de Mind que a procurar una decisió sobre aquesta qüestió del estatus científic de la psicologia. | » |

Molts assajos importants s'han publicat a Mind. Dos dels més famosos, potser, són Sobre la denotació (On Denoting) de Bertrand Russell (1905), i Maquinària computacional i intel·ligència (Computing Machinery and Intelligence) d'Alan Turing (1915), on es va proposar per primera vegada el test de Turing.

## Editors
- 1876-1891 - George Croom Robertson
- 1891-1920 -  George Frederic Stout
- 1921-1947 - George Edward Moore
- 1947-1972 - Gilbert Ryle
- 1972-1984 - David Hamlyn
- 1984-1990 - Simon Blackburn
- 1990-2000 - Mark Sainsbury
- 2000-2005 - Michael Martin

## Articles notables
- «A Biographical Sketch of an Infant» (1877) - Charles Darwin
- «What is an Emotion?» (1884) - William James
- «What the Tortoise Said to Achilles» (1895) - Lewis Carroll
- «The Refutation of Idealism» (1903) - George Edward Moore
- «On Denoting» (1905) - Bertrand Russell
- «The Unreality of Time» (1908) - J. M. E. McTaggart
- «Does Moral Philosophy Rest on a Mistake?» (1912) - H. A. Prichard
- «The Emotive Meaning of Ethical Terms» (1937) - Charles Leslie Stevenson
- «Studies in the Logic of Confirmation» (1945) - Carl Hempel
- «The Contrary-to-Fact Conditional» (1946) - Roderick M. Chisholm
- «Computing Machinery and Intelligence» (1950) - Alan Turing
- «On Referring» (1950) - Peter Frederick Strawson
- «Deontic Logic» (1951) - Georg Henrik von Wright
- «The Identity of indiscernibles» (1952) - Max Black
- «Evil and Omnipotence» (1955) - J. L. Mackie
- «Proper Names» (1958) - John Searle
- «On the Sense and Reference of a Proper Name» (1977) - John McDowell
- «Fodor's Guide to Mental Representation» (1985) - Jerry Fodor
- «The fumegen Theory of Motivation» (1987) - Michael Smith
- «Can We Solve the Mind-Body Problem?» (1989) - Colin McGinn
- «Conscious Experience» (1993) - Fred Dretske
- «Language and Nature» - Noam Chomsky